# Yinyuan Longqi
Yinyuan Longqi (chiń. 隱元隆琦, pinyin Yǐnyuán Lóngqí; kor. 은원륭기 Ŭnwon Lyunggi; jap. Ingen Ryūki; (wiet. Ẩn Nguyên Long Kì; ur. 7 grudnia 1592, zm. 21 maja 1673) – chiński mistrz chan ze szkoły linji, założyciel japońskiej szkoły zen ōbaku.

## Życiorys

### Chiny
Pochodził z Fuqing z prowincji Fujian z rodziny Lin (林). Od piątego roku życia był wychowywany tylko przez matkę, gdyż jego ojciec zniknął w niejasnych okolicznościach. Gdy miał 20 lat wyruszył na jego poszukiwanie i dotarł na górę Putuo w prowincji Zhejiang. W klasztorze usługiwał mnichom podając im herbatę.
Po śmierci matki, która nastąpiła gdy miał 28 lat, przyjął pełną ordynację mnisią w klasztorze szkoły linji Wanfu (万福寺) na górze Huangbo (黄檗山) w prow. Fujian, który był świątynią jego rodziny.
Jego pierwszym nauczycielem był mistrz chan Miyun Yuanwu (1566–1642), a następnie jego uczeń, mistrz chan Feiyin Tongrong (費隱通容; 1593–1661). Wszyscy trzej odbudowali klasztor Wanfu, zniszczony w czasie jednej z licznych w tym okresie rebelii. Ożywili także praktykę szkoły linii w postaci, w jakiej istniała ona w okresie dynastii Ming, czyli mocnej praktyki medytacyjnej, wielkiego nacisku na praktykę Koanową huatou i recytacji imienia buddy Emitou, czyli Amitabhy. Ta ostatnia praktyka była czynnikiem heterogennym włączonym do chanu, w okresie synkretycznych tendencji w buddyzmie chińskim, pomagającym mu przetrwać w ciężkich czasach.
Wszyscy trzej mistrzowie uważali, że ich synkretyczny chan jest najzupełniej ortodoksyjną nauką samego mistrza Linji (zm. 867) i liczyli siebie jako 30, 31 i 33 pokolenie mistrzów w tej linii przekazu Dharmy od mistrza założyciela. Swoją linię przekazu nazywali linji zhengzong (prawdziwa szkoła linji).
Po rezygnacji Miyuna w 1633 r. z funkcji opata klasztoru, Yinyuan został głównym uczniem Feiyina. Gdy Feiyin ustąpił ze stanowiska, opatem w 1637 r. został Yinyuan. Piastował urząd do 1642 r., czyli roku śmierci jego pierwszego nauczyciela Miyuna i odszedł, gdyż chciał uczcić nauczyciela długim okresem żałoby. Po czterech latach, w 1646 r. ponownie objął funkcję opata klasztoru. Pod jego kierunkiem zakończono odbudowę klasztoru – wzniesiono około 30 nowych budynków klasztornych. Jego nauki przyciągnęły do klasztoru kilkuset mnichów. W nauczaniu stosował wszystkie typowe techniki szkoły linji: okrzyki, uderzenia, gong’any itd.
W tym czasie w Nagasaki, jedynym otwartym na zewnętrzny świat, porcie Japonii, istniała liczna kolonia chińska, która wybudowała dla swoich potrzeb trzy duże świątynie buddyjskie, uważane za chanistyczne i całkowicie niezależne od klasztorów japońskich. Opatami byli chińscy mnisi. Gdy w 1651 r. jedna z tych świątyń (Sōfuku) potrzebowała opata, został tam posłany jeden z głównych uczniów Yinyuana – Yelan Xinggue (1613–1651), który zginął w czasie rozbicia się statku.

### Japonia
Yinyuan postanowił sam udać się do Japonii. Wyznaczył swojego następcę w klasztorze Wanfu Huimena Rupeia (1615–1664) i w 1654 r. wyruszył z ok. 30 swoimi uczniami do Nagasaki, przypływając tam siódmego miesiąca 1654 r. Został entuzjastycznie przywitany przez Japończyków, gdyż od kilkuset lat był pierwszym wybitnym mistrzem chan, który pojawił się w Japonii. Na ceremonię przyjęcia przez niego stanowiska opata przybyły tysiące ludzi, a na pierwsze zimowe odosobnienie medytacyjne zgłosiło się oprócz 20 mnichów chińskich także 70 mnichów japońskich. Potem został opatem także i drugiego klasztoru chińskiego.
Ponieważ japoński zen rinzai przeżywał wówczas głęboki kryzys, mnisi reformatorzy z klasztoru Myōshin pragnęli doprowadzić do reform poprzez osadzenie go na stanowisku opata tego klasztoru. Nie udał się im jednak przezwyciężyć frakcji z nimi konkurującej.
Ponieważ obcym nie wolno było wówczas opuszczać Nagasaki, po wielu petycjach i rozmowach z wysokimi urzędnikami japońskim mnichom udało się uzyskać zezwolenie na przejazd Yinyuana z Nagasaki do Kioto. Przebywał tam przez jakiś czas w Fumon-ji, małej świątyni jednego ze swych japońskich uczniów. Ponieważ nie zgodzono się aby został opatem Myōshin-ji, postanowił wybudować nowy klasztor. Pierwsze wybrane miejsce okazało się zbyt blisko klasztoru Daitoku i po protestach jego mnichów wybrał drugie miejsce, na południowym wschodzie od Kioto, na wzgórzach prowincji Yamashiro, w dystrykcie Owada w miasteczku Uji. Nowo wybudowany klasztor według wzorca Wanfu, otrzymał taką samą nazwę jak jego chiński wzór, tylko wyrażoną w zsinizowanej japońszczyźnie – Ōbaku-san Mampuku-ji (chiń. Huangboshan Wanfusi; pol. klasztor Wanfu na górze Huangbo). Klasztor ten stał się początkiem nowej, istniejącej do dziś szkoły zen ōbaku.
Yinyuan dał przekaz Dharmy 23 uczniom, z których trzech było Japończykami.
W 1664 r., w rok po poświęceniu Mampuku-ji, Yinyuan przekazał stanowisko opata swemu uczniowi, który przybył z Chin – Mu’anowi Xingtao (1611–1684) i przeniósł się do małej świątyni Shōin-dō w granicach kompleksu Mampuku-ji.
Pomimo tego przez 10 następnych lat kontynuował pracę nad stworzeniem nowych reguł klasztornych dla jego szkoły, które znane są pod nazwą Ōbaku shingi. Innym ważnym tekstem jest Sandan kaie regulujący ceremonię wyświęcania pełnych mnichów.
Zmarł w Uji w 1673 r.

## Linia przekazu Dharmy zen
Pierwsza liczba oznacza liczbę pokoleń mistrzów od 1 Patriarchy indyjskiego Mahakaśjapy.
Druga liczba oznacza liczbę pokoleń od 28/1 Bodhidharmy, 28 Patriarchy Indii i 1 Patriarchy Chin.
Trzecia liczba oznacza początek nowej linii przekazu w danym kraju.
- 53/26 Wuzhun Yuanzhao (Wuzhun Shifan) (1177–1249)
  - 54/27 Xueyan Huilang (Zuqin) (bd)
    - 55/28 Gaofeng Yuanmiao (1238–1295)
      - 56/29 Wenjian Guixin (zm. 1322) mistrzyni chan
      - 56/29 Zhongfeng Mingben (1263–1323)
        - 57/30 Qianyan Yuanzhang (1284–1357)
          - 58/31 Wanfeng Shiwei (1313–1381)
            - 59/32 Baozhang Puchi
              - 60/33 Dongming Huichan (1372–1441)
                - 61/34 Haizhou Puci (1393–1461)
                  - 62/35 Baofeng Mingxuan (zm. 1472)
                    - 63/36 Tianqi Benrui (zm. 1503)
                      - 64/37 Wuwen Mingcong (zm. 1543)
                        - 65/38 Xiaoyan Debao (1512–1581)
                          - 66/39 Yunqi Zhuhong (1535–1615)
                          - 66/39 Sanji Guangtong
                          - 66/39 Huanyou Zhengchuan (1549–1614)[3]
                            - 67/40 Xuejiao Yuanxin (1570–1647)
                            - 67/40 Tianyin Yuanxiu (1575–1635)
                              - 68/41 Ruo’an Tongwen (1604–1655)
                              - 68/41 Yuliu Tongxiu (1614–1675)

                            - 67/40 Miyun Yuanwu (1566–1642) 12 spadkobierców
                              - 68/41 Muchen Daomin (1596–1674)
                              - 68/41 Hanyue Fazang (1573–1635)
                                - 69/42 Dingmu Hongche (1588–1648)
                                - 69/42 Tanji Hongren
                                - 69/42 Jiqi Hongchu (1605–1672) ta linia przekazu związana była z wieloma wybitnymi kobietami-mistrzami

                              - 68/41 Feiyin Tongrong (1593–1661) 64 spadkobierców
                                - 69/42/1 Yinyuan Longqi (1592–1673) 23 spadkobierców Dharmy w tym 3 Japończyków. 1 opat Mampuku-ji
                                  - 70/43 Damei Xinshan (1616–1673)
                                  - 70/43 Duyan Xingwen (1586–1655)
                                  - 70/43/2 Duzhan Xingying (1628–1706)
                                  - 70/43 Duhou Xingshi (1624–1688)
                                  - 70/43 Duli Xingyi (1596–1672)
                                  - 70/43 Yelan Xinggue (1613–1651)
                                  - 70/43/2 Yiran Xingrong (1601–1668) opat Kōfuku-ji
                                  - 70/43/2 Dokuhon Shōgen (1618–1689)
                                  - 70/43/2 Dokuryu Shoeki
                                  - 70/43/2 Ryōkei Shōsen (1602–1670) 1 spadkobierca Dharmy, opat Shōmyō-ji
                                    - 71/44/3 Go-Mizunoo (1612–1629) cesarz Japonii
                                      - 72/45/4 Kaiō Hōkō (1635–1712) opat Shōmyō-ji, linia ta dała później dwóch opatów Mampuku-ji.

                                  - 70/43/2 Dokushō Shōen (1617–1694)
                                  - 70/43/2 Jifei Ruyi (1616–1671) 5 spadkobierców Dharmy
                                  - 70/43/2 Mu’an Xingtao (1611–1684) 46 spadkobierców Dharmy, w tym 43 Japończyków. 2 opat Mampuku-ji
                                    - 71/44/3 Tannen Dōjaku (1629–1679) były mnich szkoły sōtō
                                    - 71/44/3 Tetsugen Dōkō (1630–1682)
                                    - 71/44/3 Ichimyō Dōgen (1635–1685)
                                    - 71/44/3 Tesshin Dōhan (1641–1710) dwukrotny opat Zuishō-ji
                                    - 71/44/3 Jitsuden Dōkin (1627–1704) 4 opat Zuishō-ji
                                    - 71/44/3 Tanzan Dōshō (1606–1682)
                                    - 71/44/3 Tetsugyū Dōki (1628–1700) 34 spadkobierców Dharmy. 2 opat Zuishō-ji[4]
                                      - 72/45/4 Linia przekazu chōshō

                                    - 71/44/3 Egoku Dōmyō (1632–1721) 42 spadkobierców Dharmy, 3 opat Zuishō-ji i swojego klasztoru Hōun-ji
                                      - 72/45/4 Linia przekazu shōringe

                                    - 71/44/3 Chōon Dōkai (1628–1695)

                                  - 70/43/2 Huilin Xingji (1609–1681) 6 japońskich spadkobierów Dharmy. 3 opat Mampuku-ji
                                    - 71/44/3 Linia przekazu ryūko
                                    - 71/44/3 Duzhan Xingying (Xingrong) (1628–1726) 39 spadkobierców Dharmy (38 Japończyków). 4 opat Mampuku-ji
                                      - 72/45/4 Linia przekazu shishirin oraz 3 mniejsze linie
                                      - 72/45/4 Enzū Dōjō (1643–1704) 17 spadkobierców Dharmy
                                      - 72/45/4 Sekisō Dōkō (1638–1704)
                                      - 72/45/4 Yuefeng Daozhuang (1655–1734) 8 opat Mampuku-ji
                                      - 72/45/4 Yuefeng Daozhang (1655–1734) Chociaż sam nie był opatem, jego linia przekazu dała następnych.

                                  - 70/43/2 Huimen Rupei (1615–1664) początkowo następca Yinyuana w Chinach; przybył do Nagasaki. 11 spadkobierców Dharmy.
                                    - 71/44/3 Gaoquan Xingdong[5] (1633–1695) 16 spadkobierców Dharmy. 5 opat Mampuku-ji
                                      - 72/45/4 Linia przekazu bukkoku-ha